# Astronautgrupp 12
Astronautgrupp 12 togs ut 5 juni 1987.

## Rymdfararna
| Namn                 | Flygning                                                            | Notering |
| -------------------- | ------------------------------------------------------------------- | -------- |
| Thomas D. Akers      | STS-41, STS-49, STS-61, STS-79                                      |          |
| Andrew M. Allen      | STS-46, STS-62, STS-75                                              |          |
| Kenneth D. Bowersox  | STS-50, STS-61, STS-73, STS-82, STS-113, ISS-6, Sojuz TMA-1         |          |
| Curtis L. Brown      | STS-47, STS-66, STS-77, STS-85, STS-95, STS-103                     |          |
| Kevin P. Chilton     | STS-49, STS-59, STS-76                                              |          |
| N. Jan Davis         | STS-47, STS-60, STS-85                                              |          |
| C. Michael Foale     | STS-45, STS-56, STS-63, STS-84, STS-86, STS-103, Sojuz TMA-3, ISS-8 |          |
| Gregory J. Harbaugh  | STS-39, STS-54, STS-71, STS-82                                      |          |
| Mae Jemison          | STS-47                                                              |          |
| Donald R. McMonagle  | STS-39, STS-54, STS-66                                              |          |
| Bruce E. Melnick     | STS-41, STS-49                                                      |          |
| William F. Readdy    | STS-42, STS-51, STS-79                                              |          |
| Kenneth S. Reightler | STS-48, STS-60                                                      |          |
| Mario Runco          | STS-44, STS-54, STS-77                                              |          |
| James S. Voss        | STS-44, STS-53, STS-69, STS-101, STS-102, ISS-2, STS-105            |          |